# Lijst van voetbalinterlands Cambodja - Tadzjikistan
Deze lijst van voetbalinterlands is een overzicht van alle officiële voetbalinterlands tussen de nationale teams van Cambodja en Tadzjikistan. De landen hebben tot nu toe twee keer tegen elkaar gespeeld. De eerste ontmoeting, een kwalificatiewedstrijd voor de AFC Challenge Cup 2012, werd gespeeld op 23 maart 2011 in Malé (Maldiven). Het laatste duel, een vriendschappelijke wedstrijd, vond plaats in Phnom Penh op 5 juni 2025.

## Wedstrijden
| № | Plaats     | Datum         | Competitie                          | Wedstrijd               | Uitslag |
| - | ---------- | ------------- | ----------------------------------- | ----------------------- | ------- |
| 1 | Malé       | 23 maart 2011 | AFC Challenge Cup 2012 kwalificatie | Cambodja − Tadzjikistan | 0 − 3   |
| 2 | Phnom Penh | 5 juni 2025   | Vriendschappelijk                   | Cambodja − Tadzjikistan | 1 − 2   |

## Samenvatting
| Competitie                     | Totaal gespeeld | Winst Cambodja | Gelijk | Winst Tadzjikistan | Doelsaldo Cambodja – Tadzjikistan |
| ------------------------------ | --------------- | -------------- | ------ | ------------------ | --------------------------------- |
| AFC Challenge Cup-kwalificatie | 1               | 0              | 0      | 1                  | 0 − 3                             |
| Vriendschappelijk              | 1               | 0              | 0      | 1                  | 1 − 2                             |
| Totaal                         | 2               | 0              | 0      | 2                  | 1 − 5                             |

Wedstrijden bepaald door strafschoppen worden, in lijn met de FIFA, als een gelijkspel gerekend.
FFC · Cambodjaans vrouwenelftal
Afghanistan ·
Aruba ·
Australië ·
Bahrein ·
Bangladesh ·
Bhutan ·
Brunei ·
China ·
Equatoriaal-Guinea ·
Filipijnen ·
Guam ·
Guinee ·
Guyana ·
Hongkong ·
India ·
Indonesië ·
Irak ·
Iran ·
Japan ·
Jemen ·
Jordanië ·
Kirgizië ·
Koeweit ·
Laos ·
Libanon ·
Macau ·
Malediven ·
Maleisië ·
Mongolië ·
Myanmar ·
Nepal ·
Noord-Korea ·
Oezbekistan ·
Oost-Timor ·
Pakistan ·
Palestina ·
Qatar ·
Saoedi-Arabië ·
Singapore ·
Sri Lanka ·
Syrië ·
Tadzjikistan ·
Taiwan ·
Thailand ·
Turkmenistan ·
Vietnam ·
Zuid-Korea ·
Zuid-Vietnam
TFF · A-internationals · Tadzjieks vrouwenelftal
1994 – 1999 ·
2000 – 2009 ·
2010 – 2019 ·
2020 − 2029
Afghanistan ·
Australië ·
Azerbeidzjan ·
Bahrein ·
Bangladesh ·
Bhutan ·
Brunei ·
Cambodja ·
China ·
Estland ·
Filipijnen ·
Guam ·
Hongkong ·
India ·
Irak ·
Iran ·
Japan ·
Jemen ·
Jordanië ·
Kazachstan ·
Kirgizië ·
Koeweit ·
Libanon ·
Macau ·
Malediven ·
Maleisië ·
Mongolië ·
Myanmar ·
Nepal ·
Noord-Korea ·
Oeganda ·
Oezbekistan ·
Oman ·
Oost-Timor ·
Pakistan ·
Palestina ·
Qatar ·
Rusland ·
Saoedi-Arabië ·
Singapore ·
Sri Lanka ·
Syrië ·
Thailand ·
Trinidad en Tobago ·
Turkmenistan ·
Verenigde Arabische Emiraten ·
Vietnam ·
Wit-Rusland ·
Zuid-Korea